# Puterea muzicii
Puterea muzicii este singurul material discografic al supergrupului Unit Progresiv TM–Roșu și Negru, apărut la Electrecord la începutul anului 1979.

## Concept
Conceptul acestui album a fost pornit în perioada 1976–1977, fiind inspirat din poemul „Zburătorul” de Ion Heliade-Rădulescu. Din păcate, materialul ce apare pe discul LP diferă față de conceptul original, întrucât textele au fost refăcute de două ori de poeta Daniela Crăsnaru, doar muzica rămânând aceeași. În cele din urmă, a rezultat un poem rock, cu un alt titlu – Puterea muzicii, alcătuit din șapte piese grupate în trei capitole. Muzicienii care au demarat acest proiect sunt Harry Coradini și Ladislau Herdina (componenți ai grupului timișorean Progresiv TM), respectiv Liviu Tudan, Florin Ochescu și Dumitru Bădilă (de la Roșu și Negru), ultimul fiind înlocuit ulterior de Ion Cristian „Călare”. Compozițiile aparțin lui Herdina și Tudan. Textul de prezentare de pe coperta verso a LP-ului aparține lui Petre Magdin. În prezent, s-a păstrat o înregistrare-document dintr-un concert datat 1978, în care sunt cântate piesele în varianta cu texte originale.

## Lista pieselor
- Capitolul I (11:31):

1. Oameni și fapte (Liviu Tudan / Daniela Crăsnaru)
2. Legămînt (Ladislau Herdina / Daniela Crăsnaru)

- Capitolul al II-lea (6:44):

1. Opțiune pentru pace (Liviu Tudan / Daniela Crăsnaru)
2. Puterea muzicii (Liviu Tudan / Daniela Crăsnaru)

- Capitolul al III-lea (14:25):

1. Sete de pădure (Ladislau Herdina / Daniela Crăsnaru)
2. Pas candid către realitate (Liviu Tudan / Daniela Crăsnaru)
3. Gînd curat (Ladislau Herdina / Daniela Crăsnaru)

## Componența formației
- Harry Coradini – vocal
- Liviu Tudan – vocal, chitară bas, pian, lider
- Ladislau Herdina – chitară solo
- Florin Ochescu – chitară solo
- Ion Cristian „Călare” – baterie